# United States Army Special Operations Command
Das United States Army Special Operations Command (kurz USASOC oder ASOC) ist das Führungskommando für die Spezialeinheiten der US Army: U.S. Army SOF (ARSOF). Das Kommando untersteht selbst dem US Special Operations Command (USSOCOM) und wurde am 1. Dezember 1989 aufgestellt. Es befindet sich in Fort Liberty (North Carolina).

## Organisation
USASOC koordiniert alle Einsätze der Army-Spezialeinheiten mit dem US Special Operations Command.

### Struktur
Mit rund 33.805 Mann (Stand 2020) an Personal ist das USASOC eines der größten Hauptkommandos der US Army. Ihm unterstehen sechs weitere Brigaden und Regimenter.
- 1st Special Forces Command (Airborne) (USASFC), auch als Green Berets bekannt.
  - United States 4th Psychological Operations Group (Airborne) (4th PSYOP Gp) zuständig für Öffentlichkeitsarbeit und psychologische Kriegführung.
  - United States 8th Psychological Operations Group (Airborne) (8th PSYOP Gp) zuständig für Öffentlichkeitsarbeit und psychologische Kriegführung.
  - United States 95th Civil Affairs Brigade (Airborne) (95th CA Bde), zuständig für Personal- und Verwaltungsangelegenheiten.
  - 528th Sustainment Brigade (Special Operations) (Airborne) (SBSO(A)), gegründet am 2. Dezember 2005 (davor Special Operations Support Command) Es ist zuständig für die Logistik und Sanitätsversorgung.
- United States Army Special Operations Aviation Command
  - United States 160th Special Operations Aviation Regiment (Airborne) (160th SOAR), bekannt als „Night Stalkers“ stellt es den Lufttransport der Sondereinsatzverbände sicher.
- United States Army John F. Kennedy Special Warfare Center and School (USAJFKSWCS), die Schule der Army-Spezialeinheiten.
- United States Army Rangers (75th RGR RGT), auch als „75th Ranger Regiment“ bekannt.

Eine Besonderheit bildet allerdings das „1st Special Forces Operational Detachment-Delta“, die Delta Force. Obwohl eine Einheit der US Army, wird diese nicht vom USASOC geführt. Sie untersteht direkt dem US Joint Special Operations Command (JSOC).

### Organigramm

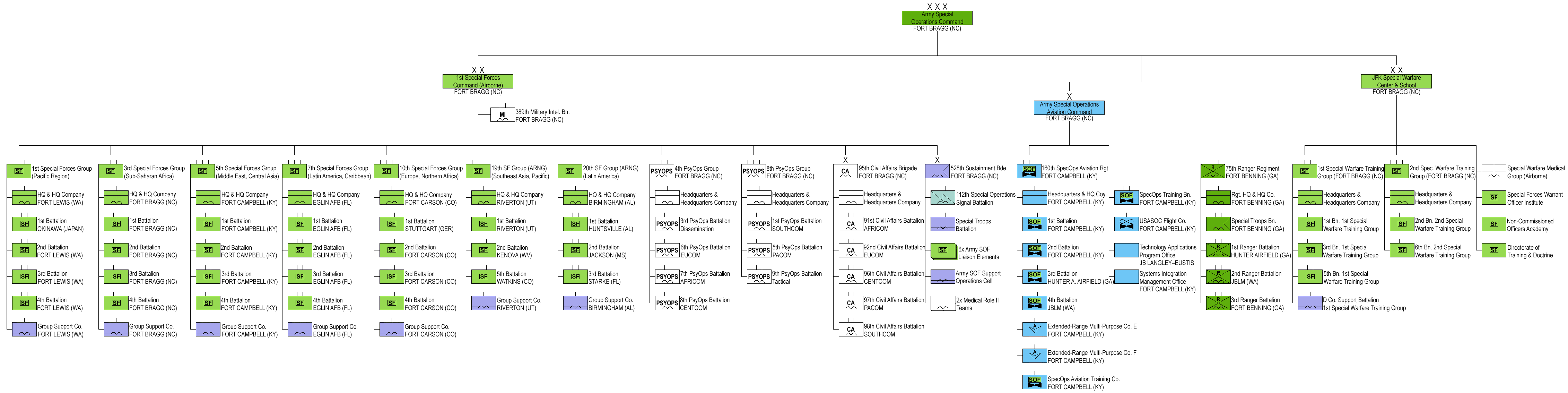
Organigramm des Army Special Operations Command (vergrößern)

## Ausrüstung
Im Gegensatz zum Rest der US Army verwenden Einheiten der USASOC die Glock 19.

## Führung
| Name                                      | Beginn der Berufung | Ende der Berufung |
| ----------------------------------------- | ------------------- | ----------------- |
| Lieutenant General Jonathan P. Braga      | 13. August 2021     |                   |
| Lieutenant General Francis M. Beaudette   | 8. Juni 2018        | 13. August 2021   |
| Lieutenant General Kenneth E. Tovo        | 1. Juli 2015        | 8. Juni 2018      |
| Lieutenant General Charles T. Cleveland   | 24. Juli 2012       | 1. Juli 2015      |
| Lieutenant General John F. Mulholland Jr. | 7. November 2008    | 24. Juli 2012     |
| Lieutenant General Robert W. Wagner       | 8. Dezember 2005    | 7. November 2008  |
| Lieutenant General Philip R. Kensinger    | 29. August 2002     | 8. Dezember 2005  |
| Lieutenant General Bryan D. Brown         | 11. Oktober 2000    | 29. August 2002   |
| Lieutenant General William Tangney        | 1997                | 11. Oktober 2000  |
| Lieutenant General Peter Schoomaker       | Oktober 1996        | 1997              |
| Lieutenant General James T. Scott         | 1993                | 1996              |